# Vlag van Morelos

Vlag van Morelos (ratio 4:7)

De niet-officiële vlag van Morelos toont het wapen van Morelos centraal op een witte achtergrond, waarbij de hoogte-breedteverhouding van de vlag net als die van de Mexicaanse vlag 4:7 is.
Net als de meeste andere staten van Mexico heeft Morelos geen officiële vlag, maar wordt de hier rechts afgebeelde vlag op niet-officiële wijze gebruikt.